# 志斐三田次
志斐 三田次（しひ の みたすき）は、奈良時代の官人・算道家。姓は連。位階は正八位上。氏は悉斐とも記す。

## 出自
志斐氏は百済からの渡来人である四比氏とは異なり、中臣氏系列の氏族で、和泉国に本拠地があった。氏の名前は中臣氏の一族の一部が「強ひ語り」に従事していたことから来ているようである。『新撰姓氏録』「和泉国神別」に「大中臣朝臣同祖」・「天児屋命之後也」となっている。

## 経歴
『藤氏家伝』下巻に、神亀年間（724年 - 729年）の暦算における第一人者として名前をあげられている。
元正天皇は養老5年（721年）1月、「文人・武士は国家の重んじるものであり、医術と卜筮、方術は、古今貴ばれるものである。百僚の中から学業を深く修め、師範に堪える者をあげて、賞賜を加えて後進を勧め励ますことにする」として、算術に優れたものとして、山口田主・私部石村とともに絁10疋・絹糸10絇・麻布20端・鍬20口を与えられた、とある。これには、皇太子首皇子（のちの聖武天皇）の教育のため、文芸学術に優れたものを近侍させたものとも見られ、直前の記事には、退朝（役所から下がること）の後、東宮に侍らせた人物のリストが見える。また、この直前には地震が2回あり、詔の始めに「風雨・雷震の異有らば、各、極言・忠正の志を在（たも）つべし」とあり、天皇は災害が天下が治まっていないために起こっていると恐れていた節がある。養老5年が辛酉の年であったことも影響している。
天平2年（730年）諸の博士が高齢で老衰してきたことから学業を後進に教授することになった際、三田次は田主・石村とともに2人の弟子を取って七曜・頒暦を学ばせるように命ぜられている。
以後の動静は不明である。